# Vesneanka, Henicesk
Vesneanka (în ucraineană Веснянка) este un sat în comuna Novodmîtrivka din raionul Henicesk, regiunea Herson, Ucraina.

## Demografie
Componența lingvistică a localității Vesneanka
     Ucraineană (67,67%)
     Rusă (9,02%)
Conform recensământului din 2001, majoritatea populației localității Vesneanka era vorbitoare de ucraineană (67,67%), existând în minoritate și vorbitori de rusă (9,02%).